# Goodradigbeeon
Goodradigbeeon is een geslacht van uitgestorven buchanosteïde arthrodire placodermen. De fossielen zijn gevonden in zeelagen uit het Emsien van New South Wales, Australië. 
De typesoort Goodradigbeeon australianum werd in 1978 benoemd door Errol Ivor White. De geslachtsnaam verwijst naar de Goodradigbee-rivier, in de buurt van waar het holotype P. 33734 door Harry A. Toombs werd gevonden. Dat bestaat uit dertien losse kopplaten en zeventig schubben. De soortaanduiding verwijst naar Australië.
Het holotype had een geschatte lichaamslengte van anderhalve meter. Verschillende toegewezen exemplaren zouden nog aanzienlijk langer zijn.